# Jerry do Aldo
Jerry Edson Comper, mais conhecido como Jerry do Aldo (Ibirama, 28 de janeiro de 1975) é um político brasileiro.
Nas eleições de 7 de outubro de 2018 foi eleito deputado estadual de Santa Catarina para a 19.ª legislatura, pelo Movimento Democrático Brasileiro (MDB).